# デイヴィッド・ストックデイル
デイヴィッド・アダム・ストックデイル（David Adam Stockdale, 1985年9月20日 - ）は、イングランド出身のサッカー選手。シェフィールド・ウェンズデイFC所属。ポジションはGK。

## 経歴

### クラブ
ハダースフィールド・タウンFCのユースチームでプレーを始めた後、2000年にヨーク・シティFCのユースチームに入団し、2002年に練習生契約を結んだ。2002-03シーズンより当時フットボールリーグ・サードディビジョン（4部相当）に所属していたトップチーム昇格し、シーズン最終節にデビューを果たした.。2004-05シーズンにレギュラーポジションを確保したが、ウェイクフィールド・アンド・エムリーFC、ワークソップ・タウンFCでの期限付き移籍を経て、2005-06シーズン終了後にヨーク・シティを退団した。
シーズン前のトライアル参加を経て、2006年8月にリーグ2（4部相当）のダーリントンFCとシーズンいっぱいの契約を締結。2シーズン目にはクラブの昇格プレーオフ出場を助けた。
2008年6月にプレミアリーグのフラムFCに未公開の移籍金で契約したが、レギュラーになることはなく、所属期間の大半はフットボールリーグのクラブへの期限付き移籍に費やされた。
2014年7月にチャンピオンシップのブライトン・アンド・ホーヴ・アルビオンFCに加入し、3シーズン目でプレミアリーグへの昇格を果たした。
2017年5月、ブライトンとの契約延長を断り、バーミンガム・シティFCと契約した。2018-19シーズンは、サウスエンド・ユナイテッドFC、ウィコム・ワンダラーズFC、コヴェントリー・シティFC（いずれもEFLリーグ1）に短期間期限付き移籍した。
バーミンガム・シティFCとの契約満了後、2020年9月に古巣ウィコム・ワンダラーズFCに再加入
2022年6月15日、シェフィールド・ウェンズデイFCに加入。

### 代表
イングランドのC代表（23歳以下のアマチュア代表）歴がある。
UEFA EURO 2012予選などフル代表にも何度か召集されているが、出場歴はない。

## 所属クラブ
- ヨーク・シティFC 2003-2006

→ ウェイクフィールド・アンド・エムリーFC 2005 (loan)
→ ワークソップ・タウンFC 2006 (loan)
- ダーリントンFC 2006-2008
- フラムFC 2008-2014

→ ロザラム・ユナイテッドFC 2008-2009 (loan)
→ レスター・シティFC 2009 (loan)
→ プリマス・アーガイルFC 2010 (loan)
→ イプスウィッチ・タウンFC 2011 (loan)
→ ハル・シティAFC 2012 (loan)
→ ハル・シティAFC 2013 (loan)
- ブライトン・アンド・ホーヴ・アルビオンFC 2014-2017
- バーミンガム・シティFC 2017-2020

→ サウスエンド・ユナイテッドFC 2018 (loan)
→ ウィコム・ワンダラーズFC 2018 (loan)
→ コヴェントリー・シティFC 2019 (loan)
→ ウィコム・ワンダラーズFC 2020 (loan)
- ウィコム・ワンダラーズFC 2020-2022

→ スティヴネイジFC 2021 (loan)
- シェフィールド・ウェンズデイFC 2022-